# Work in process
L'acronimo WIP, che sta per Work In Process (ossia, tradotto dall'inglese, materiale in corso di lavorazione), è un termine tecnico usato per indicare il numero di pezzi (o di lotti) che vengono lavorati contemporaneamente all'interno di un sistema produttivo. Si tratta del materiale in uscita da una fase del processo di lavorazione in attesa di essere trattato da quella successiva.
Rappresenta un costo per l'azienda legato all'immobilizzo di capitale, allo spazio occupato e alla movimentazione dei materiali.
Questo parametro può essere utilizzato come indicatore per valutare le prestazioni del sistema: a parità di lotti prodotti, si preferisce la soluzione che corrisponde al più basso livello di WIP; l'azienda in questo modo può ridurre i costi dovuti all'immobilizzazione delle giacenze di materie prime e di semilavorati. Tra le tecniche di controllo del flusso di materiale, il CONWIP si rivela una delle più efficaci per mantenere il livello di WIP più basso possibile.